# Primera divisió espanyola de futbol 1949-1950
Resum de l'activitat de la temporada 1949-1950 de la Primera divisió espanyola de futbol. La competició fou ampliada a 16 equips la temporada següent, per la qual cosa no hi va haver cap descens directe, sinó promocions contra el tercer i quart classificat de segona divisió.

## Equips participants
| Club                | Ciutat        | Estadi                |
| ------------------- | ------------- | --------------------- |
| Atlético Bilbao     | Bilbao        | San Mamés             |
| Atlètic de Madrid   | Madrid        | Metropolitano         |
| FC Barcelona        | Barcelona     | Les Corts             |
| Celta de Vigo       | Vigo          | Balaídos              |
| Deportivo La Coruña | La Corunya    | Riazor                |
| Gimnàstic           | Tarragona     | Avinguda de Catalunya |
| RCD Espanyol        | Barcelona     | Sarrià                |
| Málaga              | Màlaga        | La Rosaleda           |
| Reial Oviedo        | Oviedo        | Buenavista            |
| Reial Madrid        | Madrid        | Chamartín             |
| Reial Societat      | Sant Sebastià | Atotxa                |
| Sevilla FC          | Sevilla       | Nervión               |
| València CF         | València      | Mestalla              |
| Reial Valladolid    | Valladolid    | Municipal             |

## Classificació general
| Pos | Equip                 | PJ | PG | PE | PP | GF | GC | DG  | Pts | Classificació o descens         |
| --- | --------------------- | -- | -- | -- | -- | -- | -- | --- | --- | ------------------------------- |
| 1   | Atlètic de Madrid (C) | 26 | 15 | 3  | 8  | 71 | 51 | +20 | 33  | Classificat per la Copa Llatina |
| 2   | Deportivo La Coruña   | 26 | 12 | 8  | 6  | 48 | 38 | +10 | 32  |                                 |
| 3   | València CF           | 26 | 12 | 7  | 7  | 71 | 43 | +28 | 31  |                                 |
| 4   | Reial Madrid          | 26 | 11 | 9  | 6  | 60 | 49 | +11 | 31  |                                 |
| 5   | FC Barcelona          | 26 | 13 | 3  | 10 | 67 | 47 | +20 | 29  |                                 |
| 6   | Atlético Bilbao       | 26 | 12 | 5  | 9  | 72 | 66 | +6  | 29  |                                 |
| 7   | Celta de Vigo         | 26 | 13 | 2  | 11 | 63 | 50 | +13 | 28  |                                 |
| 8   | Reial Societat        | 26 | 9  | 9  | 8  | 57 | 43 | +14 | 27  |                                 |
| 9   | Reial Valladolid      | 26 | 8  | 9  | 9  | 49 | 46 | +3  | 25  |                                 |
| 10  | Sevilla FC            | 26 | 11 | 3  | 12 | 60 | 61 | −1  | 25  |                                 |
| 11  | RCD Espanyol          | 26 | 8  | 6  | 12 | 42 | 64 | −22 | 22  |                                 |
| 12  | Málaga                | 26 | 8  | 5  | 13 | 44 | 51 | −7  | 21  |                                 |
| 13  | Gimnàstic (R)         | 26 | 7  | 2  | 17 | 39 | 99 | −60 | 16  | Promoció                        |
| 14  | Reial Oviedo (R)      | 26 | 4  | 7  | 15 | 30 | 65 | −35 | 15  | Promoció                        |

## Resultats
| Casa \ Fora         | ATB | ATM | BAR | CEL | DEP | ESP | GIM  | MAL | OVI | RMA | RSO | SEV | VAL | VAD |
| ------------------- | --- | --- | --- | --- | --- | --- | ---- | --- | --- | --- | --- | --- | --- | --- |
| Atlético Bilbao     | —   | 1–0 | 3–1 | 4–1 | 2–2 | 4–0 | 7–0  | 2–1 | 3–0 | 6–2 | 5–2 | 2–3 | 3–6 | 3–2 |
| Atlètic de Madrid   | 6–6 | —   | 4–1 | 4–2 | 6–1 | 5–2 | 5–1  | 3–2 | 4–1 | 5–1 | 5–3 | 0–1 | 4–4 | 2–1 |
| FC Barcelona        | 5–0 | 1–0 | —   | 2–1 | 2–0 | 1–2 | 10–1 | 4–0 | 5–0 | 2–3 | 2–0 | 7–0 | 2–0 | 2–2 |
| Celta de Vigo       | 1–1 | 2–0 | 6–4 | —   | 2–3 | 4–1 | 10–1 | 1–0 | 3–1 | 5–2 | 0–1 | 4–2 | 3–2 | 4–0 |
| Deportivo La Coruña | 1–1 | 3–1 | 3–0 | 1–1 | —   | 2–1 | 1–0  | 1–0 | 2–2 | 3–0 | 4–4 | 3–0 | 5–1 | 1–0 |
| RCD Espanyol        | 4–1 | 0–2 | 2–2 | 3–0 | 3–2 | —   | 3–1  | 2–2 | 1–1 | 1–1 | 2–2 | 2–1 | 6–4 | 0–4 |
| Gimnàstic           | 5–3 | 0–4 | 1–4 | 1–5 | 3–2 | 3–1 | —    | 5–1 | 3–2 | 0–3 | 2–1 | 2–4 | 1–1 | 4–1 |
| Málaga              | 2–3 | 3–3 | 0–0 | 2–0 | 2–1 | 4–1 | 5–1  | —   | 2–1 | 1–3 | 5–2 | 2–0 | 1–2 | 2–1 |
| Reial Oviedo        | 3–1 | 1–3 | 0–2 | 1–2 | 0–2 | 2–3 | 1–1  | 2–2 | —   | 2–0 | 0–0 | 1–0 | 2–0 | 2–2 |
| Reial Madrid        | 2–2 | 4–2 | 6–1 | 1–0 | 1–1 | 1–1 | 5–1  | 2–1 | 6–2 | —   | 2–2 | 4–2 | 2–2 | 1–1 |
| Reial Societat      | 2–3 | 4–1 | 2–4 | 4–0 | 0–1 | 5–0 | 3–1  | 1–0 | 7–0 | 1–1 | —   | 5–0 | 1–1 | 1–1 |
| Sevilla FC          | 5–3 | 0–1 | 5–2 | 4–3 | 2–2 | 2–1 | 9–0  | 3–1 | 7–0 | 2–1 | 3–4 | —   | 2–2 | 2–3 |
| València CF         | 4–1 | 6–0 | 4–0 | 1–2 | 3–0 | 4–0 | 5–1  | 4–0 | 2–1 | 2–2 | 0–0 | 5–0 | —   | 4–1 |
| Reial Valladolid    | 6–2 | 0–1 | 2–1 | 4–1 | 1–1 | 4–0 | 3–0  | 3–3 | 2–2 | 1–4 | 0–0 | 1–1 | 3–2 | —   |

### Promoció
| Club Gimnàstic de Tarragona | 3–6     | CE Alcoià |
| --------------------------- | ------- | --------- |
|                             | article |           |

 Estadi de Sarrià, (Barcelona)        
| Reial Oviedo | 0–2     | Real Murcia CF |
| ------------ | ------- | -------------- |
|              | article |                |

 Estadio Metropolitano de Madrid, (Madrid)        

### Resultats finals
- Campió: Atlètic de Madrid.
- Descensos: Gimnàstic de Tarragona i Reial Oviedo.
- Ascensos: Real Santander, UE Lleida, CE Alcoià i Real Murcia CF.
- Màxim golejador:  Telmo Zarra (Athletic Club).
- Porter menys golejat:  Juan Acuña (Deportivo de La Coruña).

## Màxims golejadors
| Posició | Jugador         | Equip               | Gols |
| ------- | --------------- | ------------------- | ---- |
| 1       | Telmo Zarra     | Atlético Bilbao     | 24   |
| 2       | Silvestre Igoa  | València CF         | 22   |
| 3       | Hermidita       | Celta de Vigo       | 21   |
| 4       | Pahiño          | Reial Madrid        | 20   |
| 5       | César Rodríguez | FC Barcelona        | 17   |
| 6       | Manuel Torres   | Málaga              | 15   |
| 7       | Rafael Franco   | Deportivo La Coruña | 14   |
| 7       | Juan Araujo     | Sevilla FC          | 14   |
| 9       | Vicente Seguí   | València CF         | 13   |
| 9       | José Caeiro     | Reial Societat      | 13   |

## Porter menys golejat
| Posició | Jugador    | Equip                  | Gols | Partits | Mitjana |
| ------- | ---------- | ---------------------- | ---- | ------- | ------- |
| 1       | Juan Acuña | Deportivo de La Coruña | 29   | 22      | 1,31    |